# Tarachodes feae
Tarachodes feae es una especie de mantis de la familia Tarachodidae.

## Distribución geográfica
Se encuentra en Gabón  y el Congo.